# قتل ژولیوس سزار

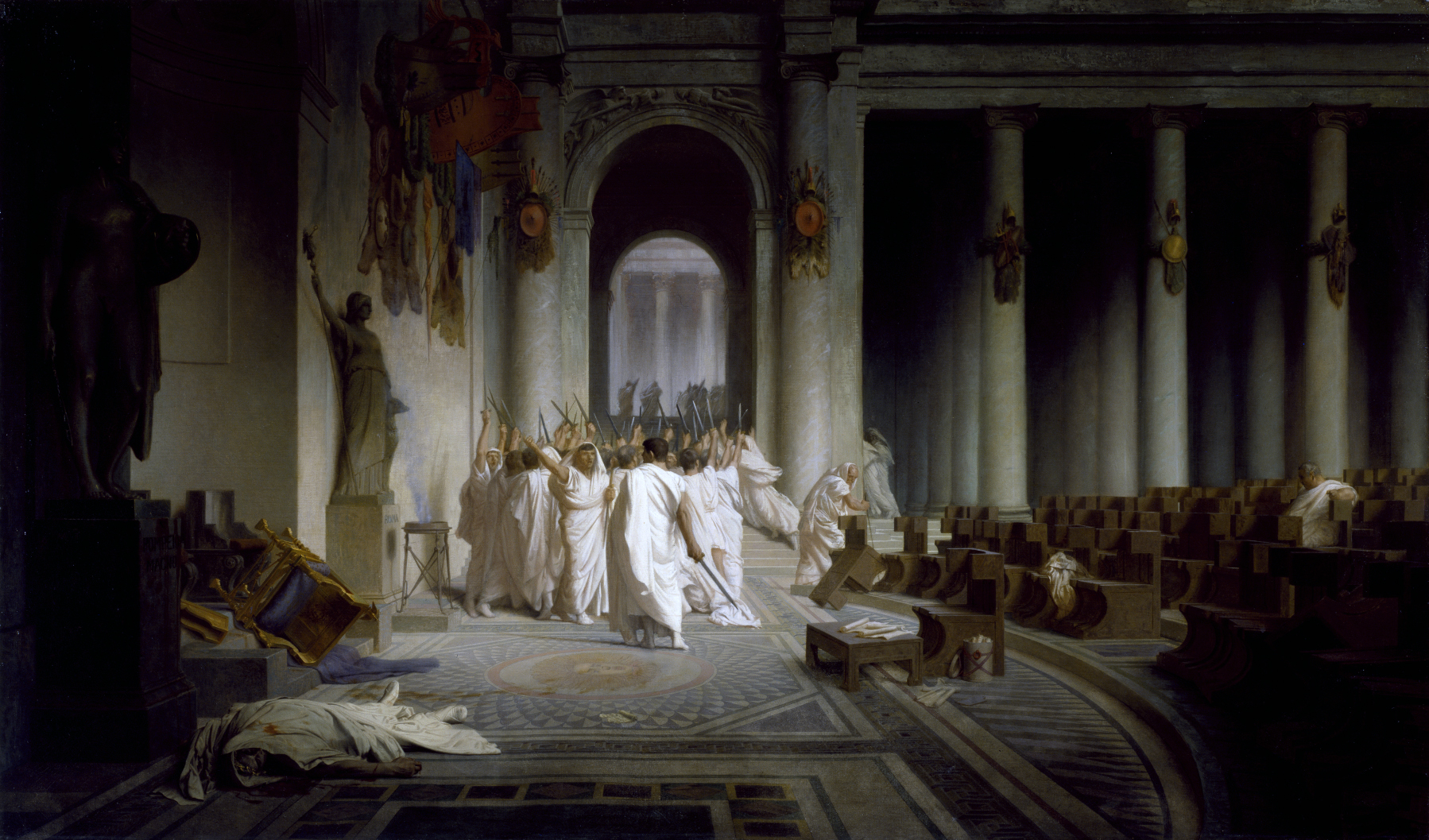
مرگ سزار اثر ژان لئون ژروم که صحنهٔ پس از قتل سزار را به تصویر کشیده‌است و در آن سناتورها پس از به قتل رساندن سزار با شادی و شعف جسد وی را ترک می‌کنند.

قتل ژولیوس سزار نتیجهٔ دسیسهٔ هشت تن از سناتورهای جمهوری روم بود که خود را رهایی‌دهندگان می‌نامیدند. آنان به رهبری گایوس کاسیوس لونگینوس و مارکوس یونیوس بروتوس، در مکانی در نزدیکی تئاتر پومپه و در نیمهٔ ماه مارس (۱۵ مارس) سال ۴۴ پیش از میلاد با وارد کردن ۲۳ ضربه ی چاقو ژولیوس سزار را از پای درآوردند. در آن هنگام سزار دیکتاتور جمهوری روم بود و به‌تازگی از جانب سنا به دیکتاتور مادام‌العمر روم مبدل شده بود. این امر ترس برخی از سناتورها را برانگیخته بود که مبادا سزار در اندیشهٔ برانداختن جمهوری و ایجاد حکومتی خودکامه باشد. عاقبت قتل سزار به بروز جنگ داخلی رهایی‌دهندگان و در نهایت به فروپاشی جمهوری روم و برآمدن امپراتوری روم انجامید.